# Comedianții (film)
Comedianții (titlul original: în engleză The Comedians) este un film din genul dramă-politică de coproducție franco-americană, realizat în 1967 de regizorul Peter Glenville, după romanul omonim al scriitorului Graham Greene, care a scris și scenariul. Protagoniștii filmului sunt actorii Richard Burton, Elizabeth Taylor, Alec Guinness și Peter Ustinov. 

## Conținut
În Haiti, câțiva oameni foarte diferiți, intră în conflict cu atotputernica poliție secretă „Tonton Macoute”, care folosește metode inumane pentru a menține regimul dictatorial al temutului Papa Doc Duvalier. Aceștia sunt smulși neașteptat din visele lor îndepărtate de realitatea înconjurătoare și forțați să renunțe la postura și micile lor egoisme și să înfrunte realitatea apăsătoare.

## Distribuție
- Richard Burton – Brown
- Elizabeth Taylor – Martha Pineda
- Alec Guinness – Major Jones
- Peter Ustinov – Ambassador Pineda
- Georg Stanford Brown – Henri Philipot
- Roscoe Lee Browne – Petit Pierre
- Paul Ford – domnul Smith
- Gloria Foster – doamna Philipot
- Lillian Gish – doamna Smith
- James Earl Jones – doctorul Magiot
- Zakes Mokae – Michel
- Douta Seck – Joseph
- Raymond St. Jacques – căpitanul Concasseur
- Cicely Tyson – Marie Therese
- Make Bray – soldatul haitian

## Culise
Elizabeth Taylor ar fi preluat micul rolul pe care îl joacă în film, deoarece trebuia Sophia Loren să joace acel rol și nu dorea ca soțul ei, Richard Burton, să joace scene de dragoste cu Loren. 
Gajul ei a fost de 500 000 dolari iar Burton a primit 750 000 dolari.

## Premii
- 1967: National Board of Review Awards – pntru cel mai bun actor în rol secundar lui Paul Ford
- 1968 : Kansas City Film Critics Circle Awards – Cel mai bun actor în rol secundar lui Alec Guinness

## Literatură
- Greene, Graham, Comedianții, tradus de Petre Solomon, București, 1969: Editura Pentru Literatură Universală, Colecția Meridiane, p. 456